# LaTeX
|  | Per l'ajuda de la Viquipèdia per escriure fórmules matemàtiques consulteu Ajuda:Fórmula |

{\displaystyle \mathbf {L\!\!^{{}_{\scriptstyle A}}\!\!\!\!\!\;\;T\!_{\displaystyle E}\!X} } (o LaTeX en escriptura normal, habitualment pronunciat ['la.tex] o bé ['la.tek], però no acabat en [ks]) és un conjunt de macros de TeX, escrites per Leslie Lamport (LamportTeX) el 1984, amb la intenció de facilitar l'ús del llenguatge creat per Donald Knuth, (TeX), al qual no només modifica sinó que complementa.
La idea principal de LaTeX és ajudar qui escriu un document a centrar-se en el contingut més que en la forma. És molt utilitzat en el món acadèmic, com per exemple en la composició de tesis i llibres tècnics, ja que la qualitat tipogràfica dels documents realitzats amb LaTeX és comparable a la d'una editorial científica de primera línia. LaTeX és programari lliure sota llicència LPPL i està disponible per a la majoria de plataformes actuals (Linux, Unix, Windows, Mac, etc.)

## Pronunciació deLATEX{\displaystyle \mathbf {L\!\!^{{}_{\scriptstyle A}}\!\!\!\!\!\;\;T\!_{\displaystyle E}\!X} }
LaTeX es pronuncia habitualment com ‘latekh’. En realitat, aquest darrer caràcter és la lletra grega χ majúscula, ja que el nom 'TeX' deriva del grec τεχνη (habilitat, art, tècnica). Normalment s'imprimeix amb el logo tipogràfic de la imatge superior, però si no es pot escriure així s'acostuma a representar com LaTeX per evitar la confusió amb el nom comú "làtex".

## Sistema d'escriptura i interpretació
La manera en què LaTeX interpreta el format que ha de tenir el document és mitjançant «etiquetes». Per exemple, \documentclass{article} li diu a LaTeX que el document que processarà és un article. Pot resultar estrany que avui en dia es continuï usant un sistema que no és WYSIWYG (what you see is what you get, «el que veus és el que obtens») però les característiques de LaTeX continuen sent moltes i molt variades i, en molts casos, supera àmpliament en qualitat tipogràfica els paquets més habituals. També hi ha diverses eines (aplicacions) que ajuden una persona a escriure aquests documents d'una manera més visual (LyX, TeXmacs, TeXnicCenter i d'altres com l'editor on-line Overleaf); aquestes eines se les podria anomenar WYSIWYM (what you see is what you mean, «el que veus és el que volies dir»). Cal remarcar que l'escriptura i la visualització de fórmules matemàtiques de la Viquipèdia es realitza amb LaTeX.

### Exemple d'escriptura
El següent exemple mostra el codi original (esquerra) i el resultat final (dreta):
| \documentclass[12pt]{article} \title{\LaTeX} \date{} \begin{document} \maketitle \LaTeX{} is a document preparation system for the \TeX{} typesetting program. It offers programmable desktop publishing features and extensive facilities for automating most aspects of typesetting and desktop publishing, including numbering and cross-referencing, tables and figures, page layout, bibliographies, and much more. \LaTeX{} was originally written in 1984 by Leslie Lamport and has become the dominant method for using \TeX; few people write in plain \TeX{} anymore. The current version is \LaTeXe. \newline % This is a comment, it is not shown in the final output. % The following shows a little of the typesetting power of LaTeX \begin{eqnarray} E &=& mc^2 \\ m &=& \frac{m_0}{\sqrt{1-\frac{v^2}{c^2}}} \end{eqnarray} \end{document} | Resultat final |

## Programa d'exemple
Aquest programa escriu "Hola món" al dispositiu de sortida per defecte,
```
\documentclass
{
article
}

\begin
{
document
}

Hola m
\'
on!

\end
{
document
}

```